# Orkiestra wojskowa (II RP)

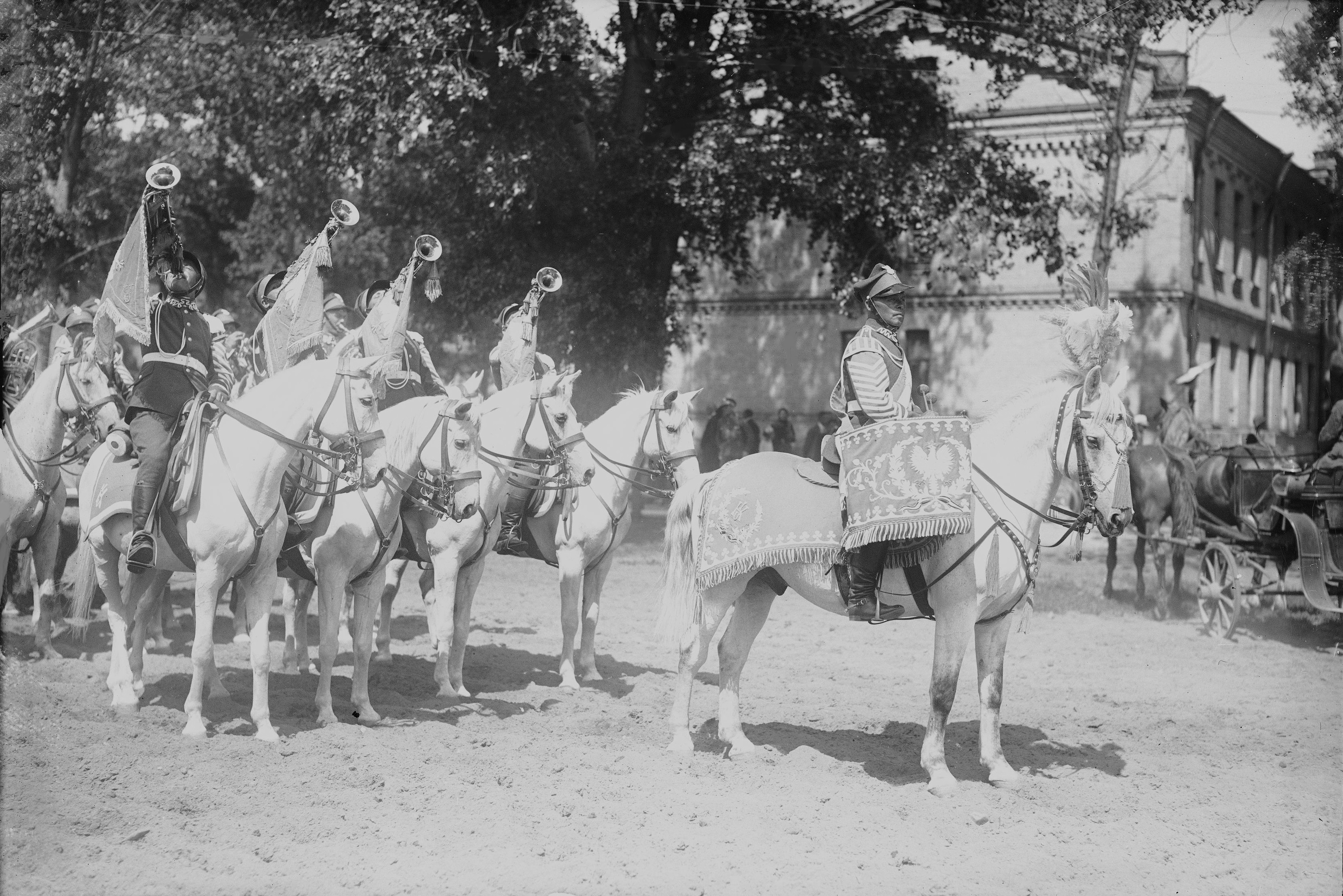
Orkiestra 1 pułku Ułanów Krechowieckich.

Orkiestra wojskowa – orkiestra Wojska Polskiego II RP.

## Charakterystyka orkiestr

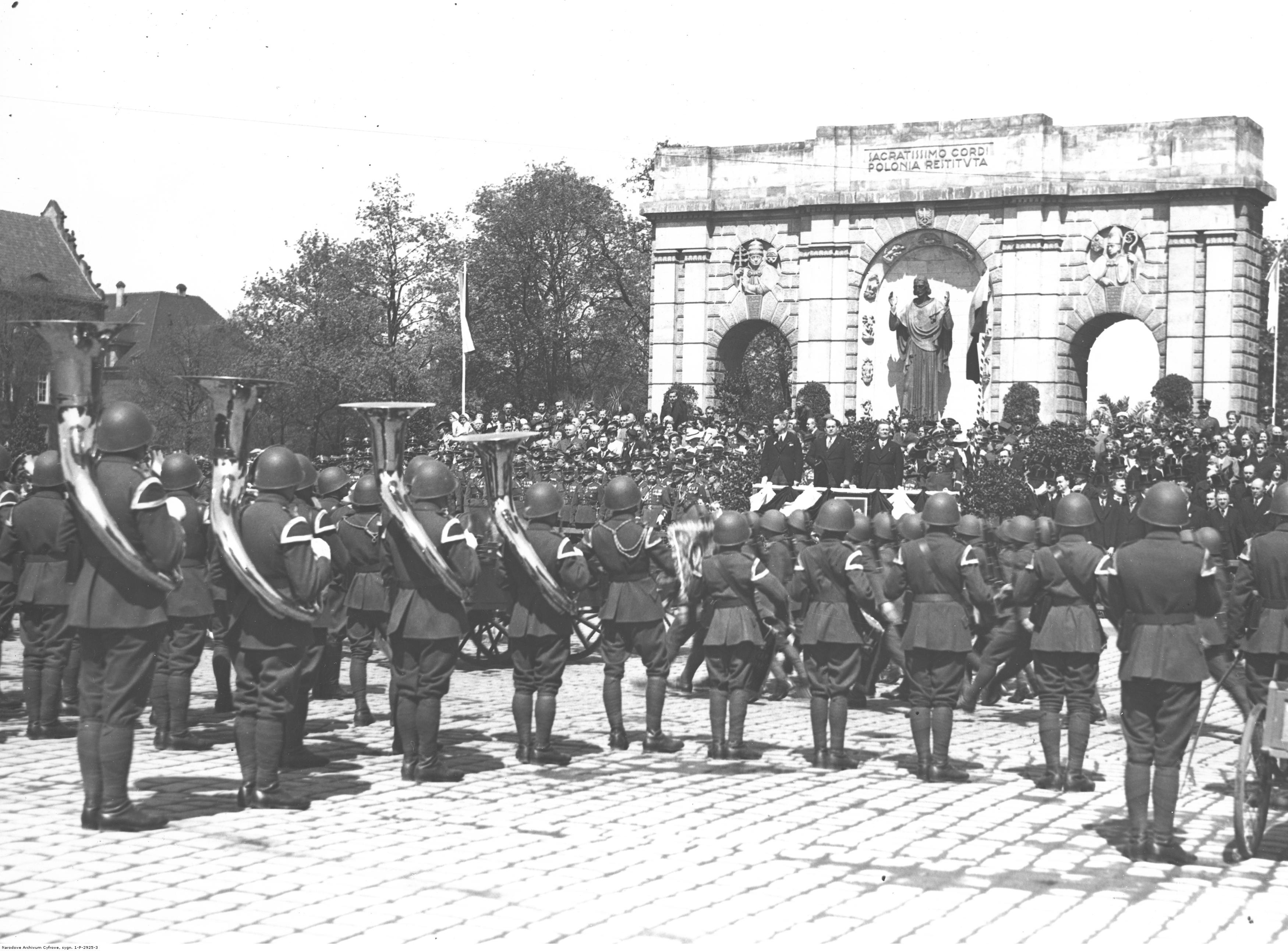
Święto Narodowe Trzeciego Maja – uroczystości w Poznaniu - orkiestra wojskowa; 1937 r.

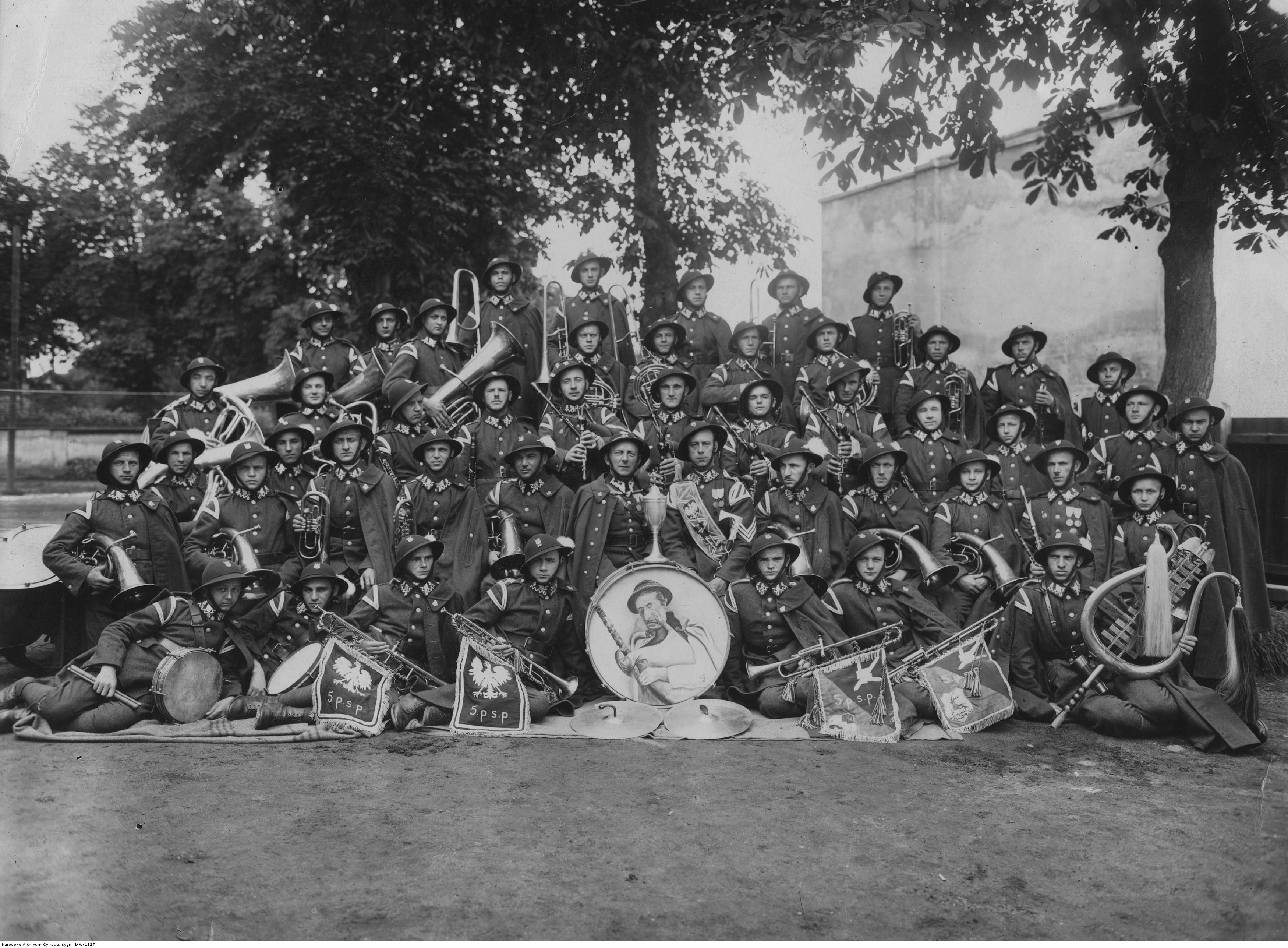
Orkiestra 5 Pułku Strzelców Podhalańskich w Przemyślu z pucharem za I m. w konkursie muzycznym

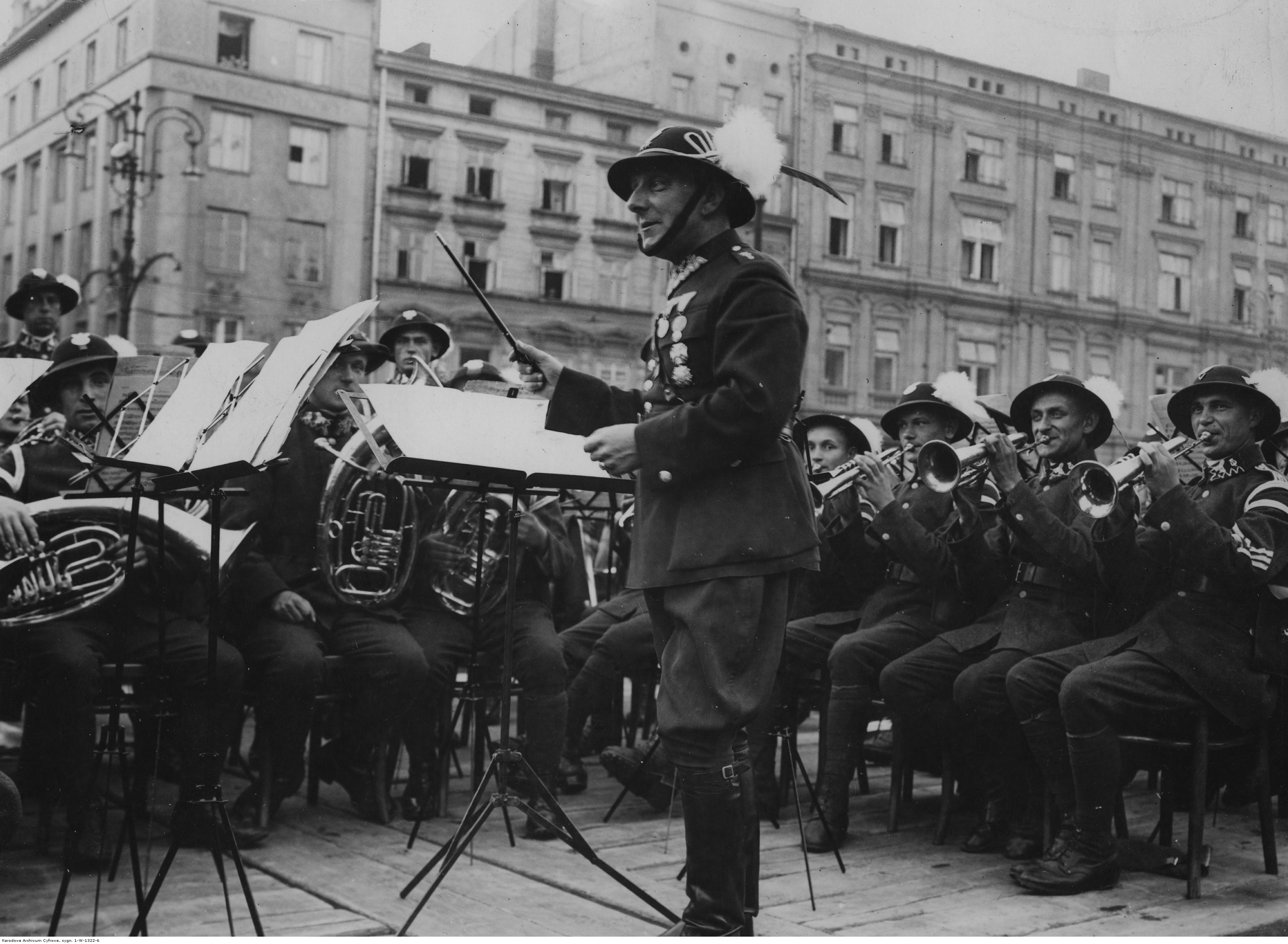
Wizyta 5 Pułku Strzelców Podhalańskich w Krakowie - dyrygent podczas koncertu orkiestry pułkowej.

W Wojsku Polskim istniały etatowe i nieetatowe orkiestry wojskowe w pułkach piechoty, samodzielnej jazdy i artylerii oraz niektórych szkołach wojskowych. 
Orkiestry etatowe występowały tylko w pułkach piechoty. Do 1924 były jednym z pododdziałów batalionu sztabowego W skład orkiestr wchodzili:
- kapelmistrz (dowódca i kierownik muzyczny orkiestry),
- tamburmajor,
- podoficer - zastępca kapelmistrza,
- soliści (podoficerowie zawodowi),
- muzycy (szeregowy),
- uczniowie kontraktowi.

W pułkach jazdy i artylerii występowały pododdziały sygnalistów. Nie przyjmowano do tych orkiestr młodocianych muzyków cywilnych. 
Wojsko Polskie posiadało etatową Orkiestrę Reprezentacyjną Komendy Miasta Warszawy.
Oddziały innych broni i szkoły wojskowe mogły tworzyć nieetatowe orkiestry wojskowe. Była to wewnętrzna sprawa korpusu oficerskiego danego oddziału, który ponosił wszelkie związane z tym koszty. Do orkiestr nieetatowych uczniów kontraktowych nie przyjmowano.
Kapelmistrzowie tworzyli odrębną grupę w korpusie oficerów administracyjnych.
Założenie orkiestry należało zgłosić Oddziałowi III Sztabu Generalnego. 
Dozwolone było przyjmowanie kontraktowe muzyków cywilnych, dla których dane dowództwo mogło zakupić w magazynach wojskowych umundurowanie oraz pobierać żołnierskie racje żywnościowe.
Orkiestry mogły występować publicznie zarobkowo w czasie wolnym od służby jedynie w odpowiednich lokalach. Odpowiednie umowy opiniowane były przez właściwą Komendę Garnizonu.
Wpływy deponowane były przez odnośną komisję gospodarczą i rozdzielane ściśle według następujących reguł:
50 — 70% zużywano na spłatę ewentualnych pożyczek inwestycyjnych. Po spłaceniu pożyczek przynajmniej 20% przekazywano na cele inwestycyjne orkiestry. Pozostałą część dochodów przeznaczano na premie za grę i wynagrodzenie muzyków kontraktowych.
Zabronione było granie pieśni narodowych: hymnu narodowego, "Boże coś Polskę", "Roty" i "Z dymem pożarów" w rozrywkowych wiązankach muzycznych. Jednak obowiązkowo znajdowały się one w repertuarze orkiestry.
Przepisy odnośnie do wykonania hymnu narodowego ustalone były specjalnymi rozkazami.
Udział orkiestr w życiu kulturalnym wojska oraz ich występy na zewnątrz określały stosowne rozkazy.
Wszelkie sprawy, dotyczące muzyki w wojsku, regulowane były w referacie muzycznym Departamentu I Piechoty Ministerstwa Spraw Wojskowych.